# Кипр на «Детском Евровидении — 2003»
Кипр дебютировал на «Детском Евровидении — 2003», проходившем в Копенгагене, Дания, 15 ноября 2003 года. На конкурсе страну представила Теодора Рафти с песней «Mia efhi», выступившая третьей. Она заняла четырнадцатое место, набрав 16 баллов.

## Внутренний отбор
Из 29 заявок, отправленных CyBC, Теодора Рафти была выбрана в качестве киприотского представителя на «Детское Евровидение — 2003». Её песня «Mia efhi» была представлена 15 сентября 2003 года.

## На «Детском Евровидении»
Финал конкурса транслировал телеканал CyBC. Теодора Рафти выступила под третьим номером перед Белоруссией и после Хорватии, и заняла четырнадцатое место, набрав 16 баллов.

## Голосование[5]
| Баллы     | Страна         |
| --------- | -------------- |
| 12 баллов | Греция         |
| 10 баллов |                |
| 8 баллов  |                |
| 7 баллов  |                |
| 6 баллов  |                |
| 5 баллов  |                |
| 4 балла   |                |
| 3 балла   | Великобритания |
| 2 балла   |                |
| 1 балл    | Норвегия       |

| Баллы     | Страна         |
| --------- | -------------- |
| 12 баллов | Греция         |
| 10 баллов | Испания        |
| 8 баллов  | Хорватия       |
| 7 баллов  | Великобритания |
| 6 баллов  | Белоруссия     |
| 5 баллов  | Румыния        |
| 4 балла   | Дания          |
| 3 балла   | Мальта         |
| 2 балла   | Бельгия        |
| 1 балл    | Швеция         |